# Harpalus herbivagus
Harpalus herbivagus är en skalbaggsart som beskrevs av Thomas Say. Harpalus herbivagus ingår i släktet Harpalus och familjen jordlöpare. Inga underarter finns listade i Catalogue of Life.